# Donja Velika (Sokolovac)
Donja Velika falu Horvátországban Kapronca-Kőrös megyében. Közigazgatásilag Sokolovachoz tartozik.

## Fekvése
Kaproncától 13 km-re délre, községközpontjától 10 km-re délkeletre a Bilo hegyei között fekszik.

## Története
1857-ben 105, 1910-ben 440 lakosa volt. Trianonig Belovár-Kőrös vármegye Belovári járásához tartozott. 2001-ben a falunak 109 lakosa volt.

## Külső hivatkozások
Sokolovac község hivatalos oldala